# 印度尼西亞舞蹈
印度尼西亞舞蹈 （印度尼西亞語：Tarian Indonesia）反映了該國種族和文化的多樣性。印度尼西亞有1,300多個民族。南島的根源和美拉尼西亞的部落形式隨處可見，影響範圍從鄰近的亞洲甚至經由殖民而來的西方風格。每個民族都有自己的舞蹈：印度尼西亞有3,000多種原始舞蹈形式。許多舞蹈學校都保留了舞蹈和戲劇的古老傳統，這些學校不僅在宮廷中蓬勃發展，而且在現代、政府運營或受監督的藝術學院中也蓬勃發展。

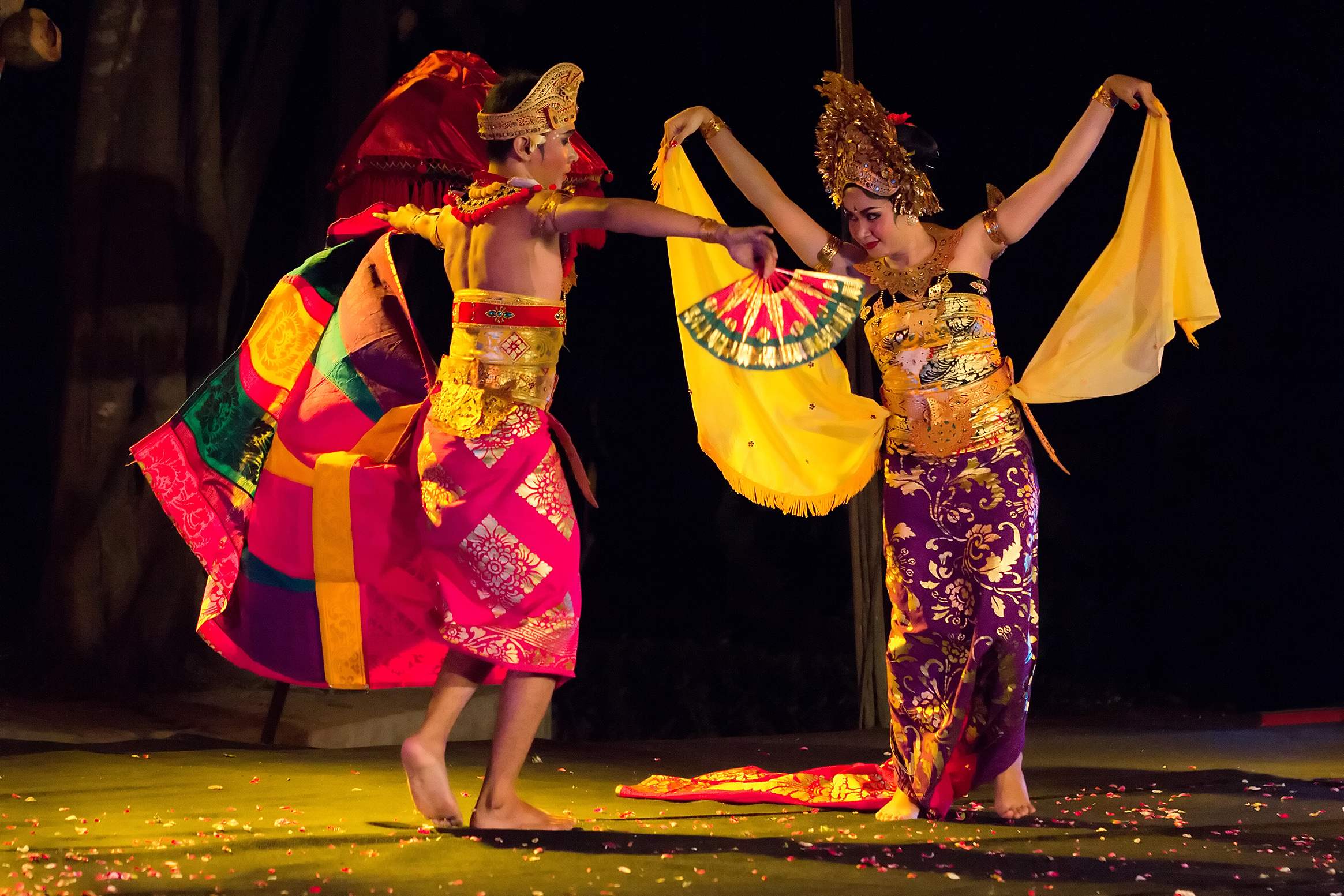
巴厘島大黃蜂舞由一對舞者表演。

出於分類的目的，印度尼西亞的舞蹈可以根據幾個方面進行劃分。從歷史上看，可分為三個時代：史前部落時代、印度佛教時代和伊斯蘭教時代。根據它的讚助人，它可以分為兩種流派；宮廷舞和民間舞。在其傳統中，印尼舞蹈可分為兩種類型：傳統舞蹈和現代舞。
2011年11月19日，聯合國教科文組織宣布來自亞齊省的傳統薩滿舞為世界非物質文化遺產。薩滿舞的獨特之處在於舞者之間的運動速度和和諧。
2015年12月2日，聯合國教科文組織還宣布來自峇里省的三個流派傳統峇里舞蹈為世界非物質文化遺產。

## 歷史時期

### 史前部落時代

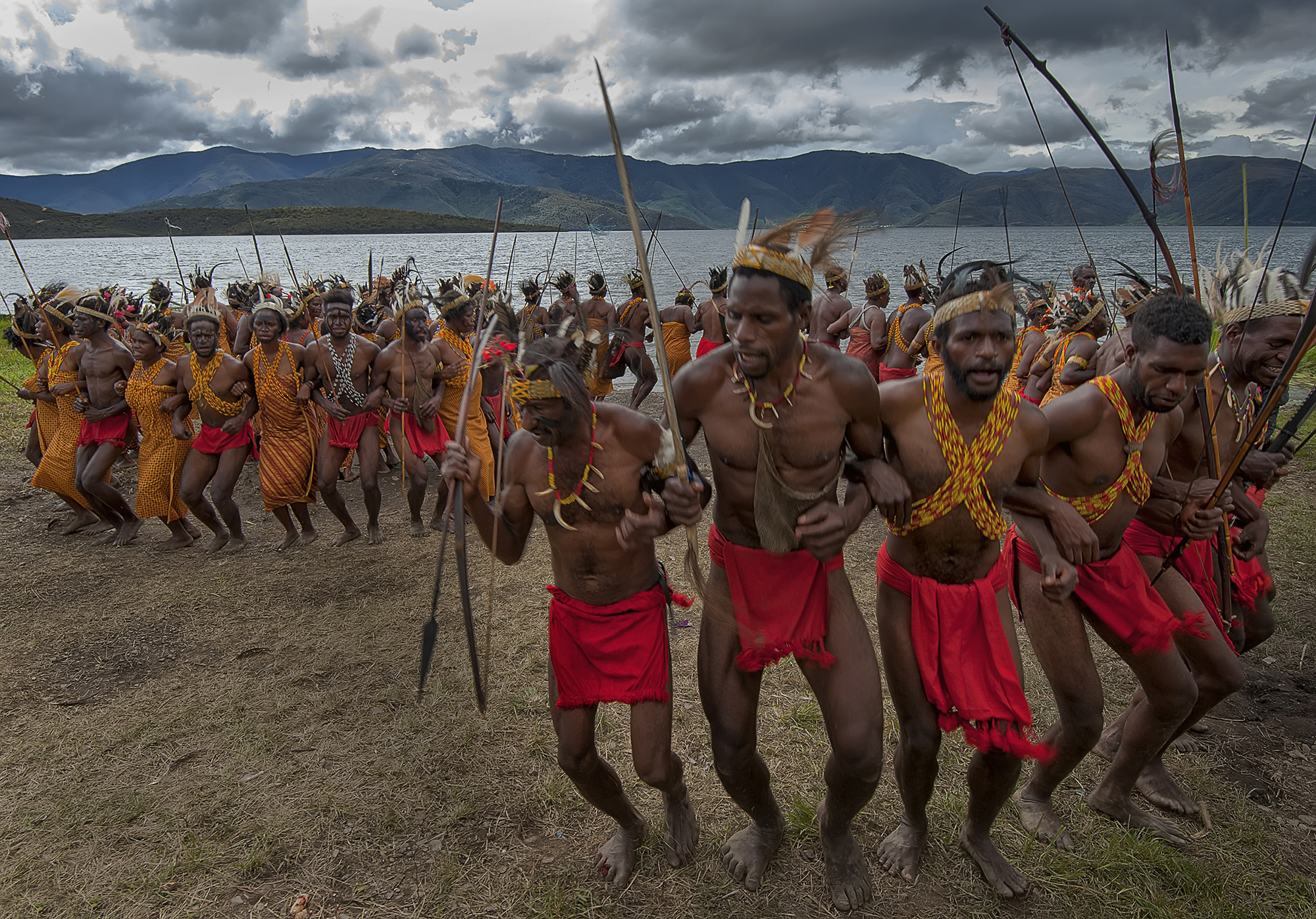
巴布亞省通布丹那舞（tumbu tanah dance）

在與外部世界接觸之前，印度尼西亞群島的人民已經形成了自己的舞蹈風格，仍然被各地那些抵抗外界影響並選擇在部落生活的人保留了下來，包括蘇門答臘（例如：巴塔克人、尼亞斯族、明打威族）、加里曼丹/婆羅洲（例如：達雅族、普南族、伊班族）、爪哇（例如：巴杜伊族）、蘇拉威西（例如：托拉查人、米納哈薩族）、摩鹿加群島和巴布亞（例如：達尼族、阿蒙族）。

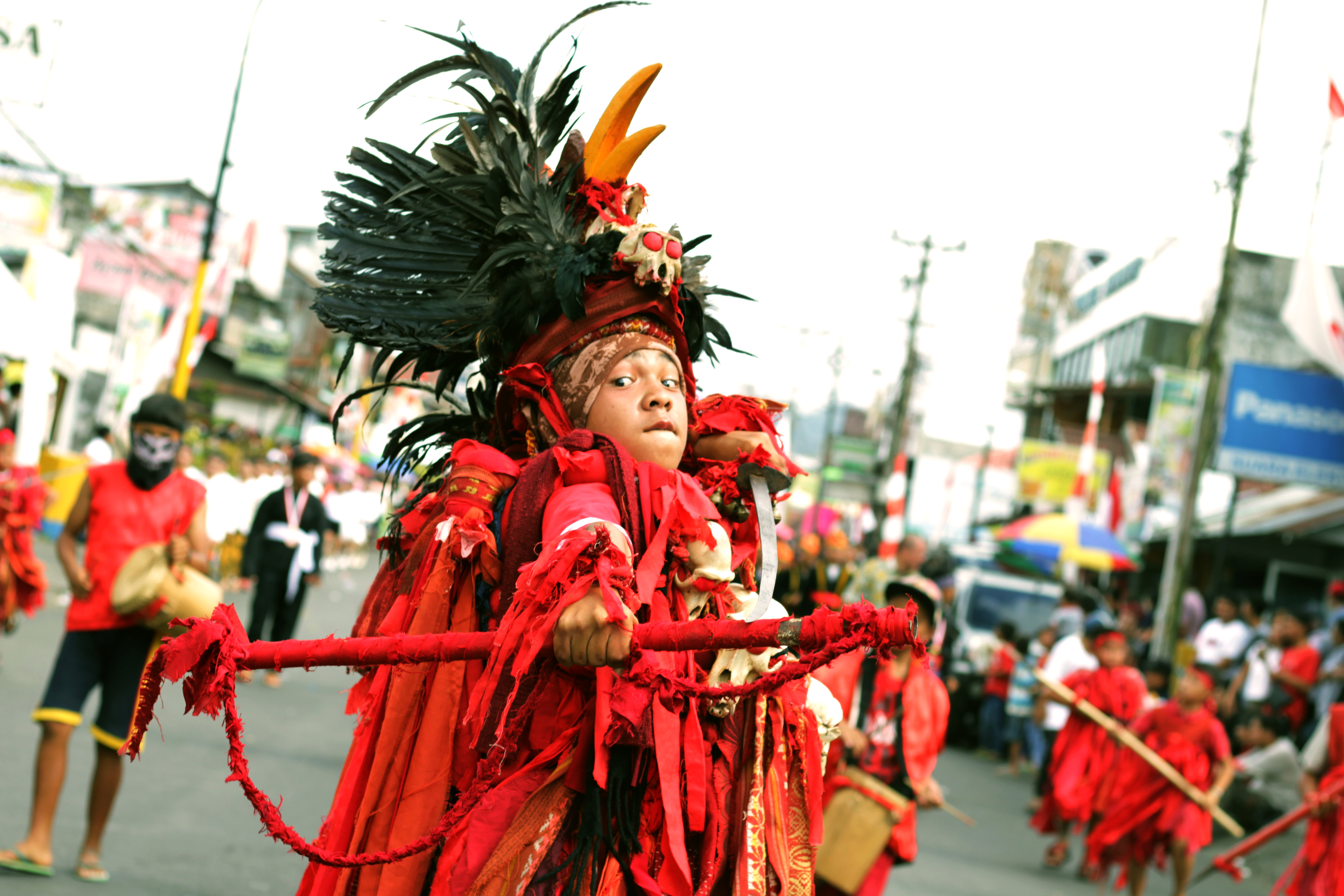
北蘇拉威西米納哈薩族的卡巴薩蘭戰舞

許多學者認為印度尼西亞的舞蹈起源於儀式和宗教崇拜。 這種舞蹈通常以儀式為基礎，如戰舞、巫醫之舞、求雨之舞或任何與農業相關的儀式，如達雅族的胡多克舞蹈儀式。戰舞如摩鹿加群島的卡卡萊勒舞和北蘇拉威西米納哈薩族的卡巴薩蘭戰舞。其他的靈感來自大自然，例如西爪哇的孔雀舞（Tari Merak）。古代形式通常以重複動作為特徵，例如北蘇門答臘巴塔克人的托托舞（Tor-Tor dance）。舞蹈是為了讓人的內在精神展現出來，也是為了平靜或安撫精神。一些涉及恍惚精神狀態的部落舞蹈被解釋為通過舞者的身體動作引導精神。驅邪舞（Tari Sanghyang Dedari）是巴厘島的一種特殊舞蹈，舞者是處於出神狀態的青春期前的女孩，用來驅趕壞靈。入神馬舞和馬來短劍舞（keris dance）也涉及恍惚。

### 印度教-佛教時代

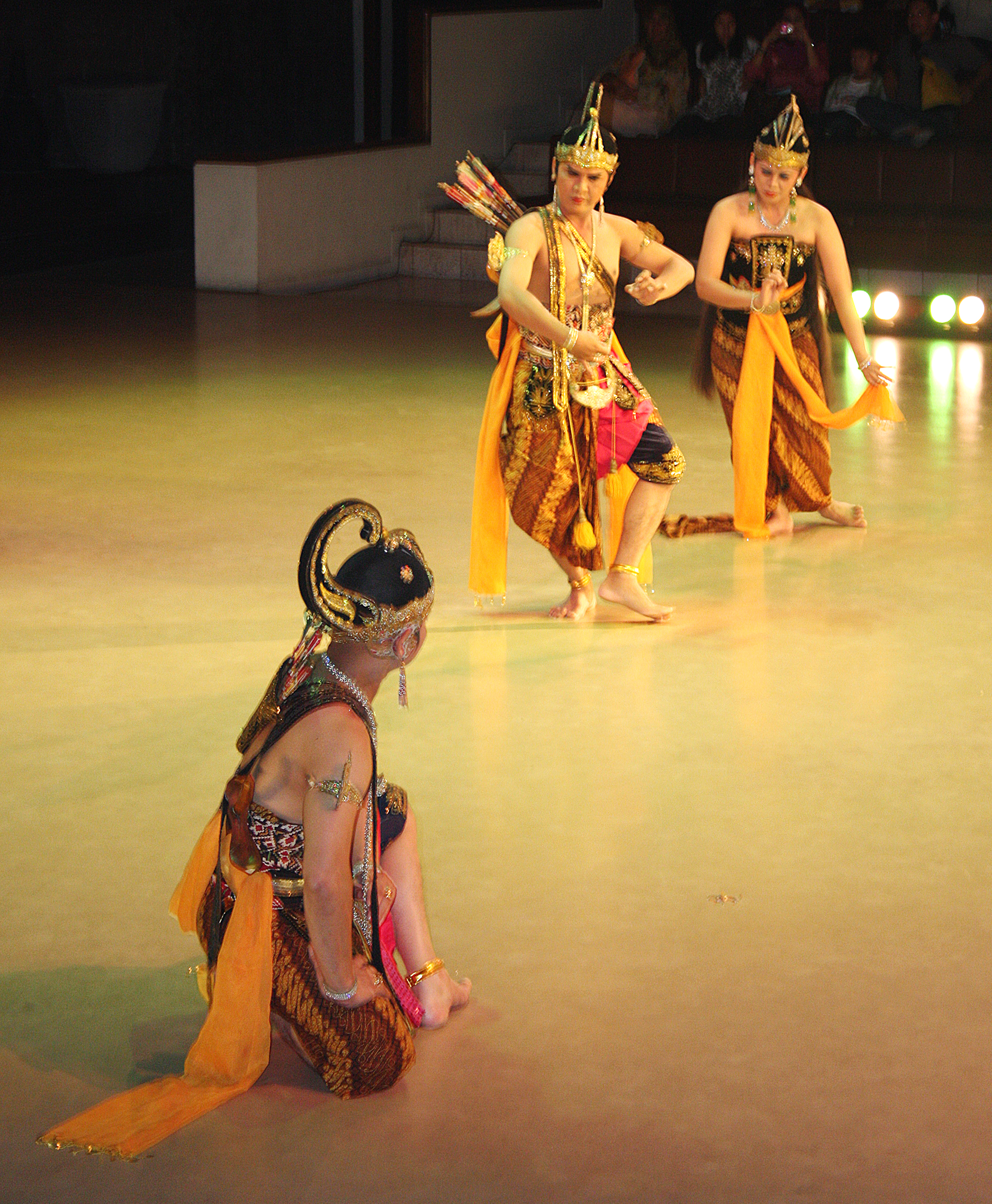
在爪哇普蘭巴南演出的羅摩衍那芭蕾舞劇中的羅什曼那、羅摩和悉多

隨著印度宗教在印度尼西亞的出現，印度教和佛教在儀式和藝術中得到了頌揚。雖然起源於印度，但《羅摩衍那》和《摩訶婆羅多》史詩早已被爪哇人所採用。這個故事的蝕刻版畫可以在可追溯到公元 10 世紀的寺廟上找到，從那時起，在古代爪哇文學和哇揚皮影偶戲中扮演著反復出現的角色。
他們將《羅摩衍那》、《摩訶婆羅多》和潘吉王子的故事融入到舞劇中，稱為仙拉它里默劇（sendratari），有時翻譯成“芭蕾”，如爪哇和巴厘島的羅摩衍那芭蕾舞團。高度風格化的舞蹈方法得到發展，如今仍然很明顯，尤其是在爪哇島和巴厘島。爪哇羅摩衍那舞劇定期在興建於 9 世紀的日惹普蘭巴南寺廟群上演；而它的巴厘式表演也在全島的各種巴厘式寺廟中演出。爪哇哇揚翁戲取材於《羅摩衍那》或《摩訶婆羅多》等印度史詩的情節。然而，這些舞蹈與印度的舞蹈截然不同。雖然手勢仍然很重要，但印尼舞者沒有如印度人那樣關注手印：相反地，舞蹈融合了當地的形式。爪哇宮廷舞蹈強調優雅和緩慢的動作，而巴厘島宮廷舞蹈則更具活力和表現力。爪哇的神聖儀式舞蹈貝多優舞具有非常柔和優雅的動作。 據信，它起源於 14 世紀的滿者伯夷宮廷或更早，原本是處女表演的儀式舞蹈，以崇拜印度教神靈，如濕婆、梵天和毘濕奴。
在巴厘島，舞蹈已成為巴厘島印度教儀式不可或缺的一部分。專家認為，巴厘島舞蹈源自爪哇的古老舞蹈傳統。建於 14 世紀的東爪哇寺廟壁畫上的頭飾與今天仍在巴厘島跳舞的舞者頭飾幾乎相同。這些代表了至少 600 年歷史的非凡連續性。某些神聖的舞蹈至今仍然保留，只在某些宗教儀式上表演。每一種巴厘舞蹈都有特殊的功能，從只在巴厘寺廟中進行的神聖儀式舞蹈，如神聖的驅邪舞和涉及恍惚的巴龍舞；重述傳說的舞劇和流行的故事，如雷貢舞和卡恰舞；以及歡迎客人的舞蹈（如迎賓舞）或社交青年舞蹈（如裘蓋特舞）。在爪哇和巴厘島也流行的面具舞，經常取材於潘吉王子的故事，背景是12世紀的諫義里國。最著名的面具舞是井裡汶面具舞和巴厘面具舞。潘吉王子的故事講述了古代爪哇詹加拉王國的潘吉·伊努王子與鄰近諫義里國的月光公主之間的浪漫故事，繼續成為爪哇和巴厘島舞蹈傳統的靈感來源。

### 伊斯蘭時代

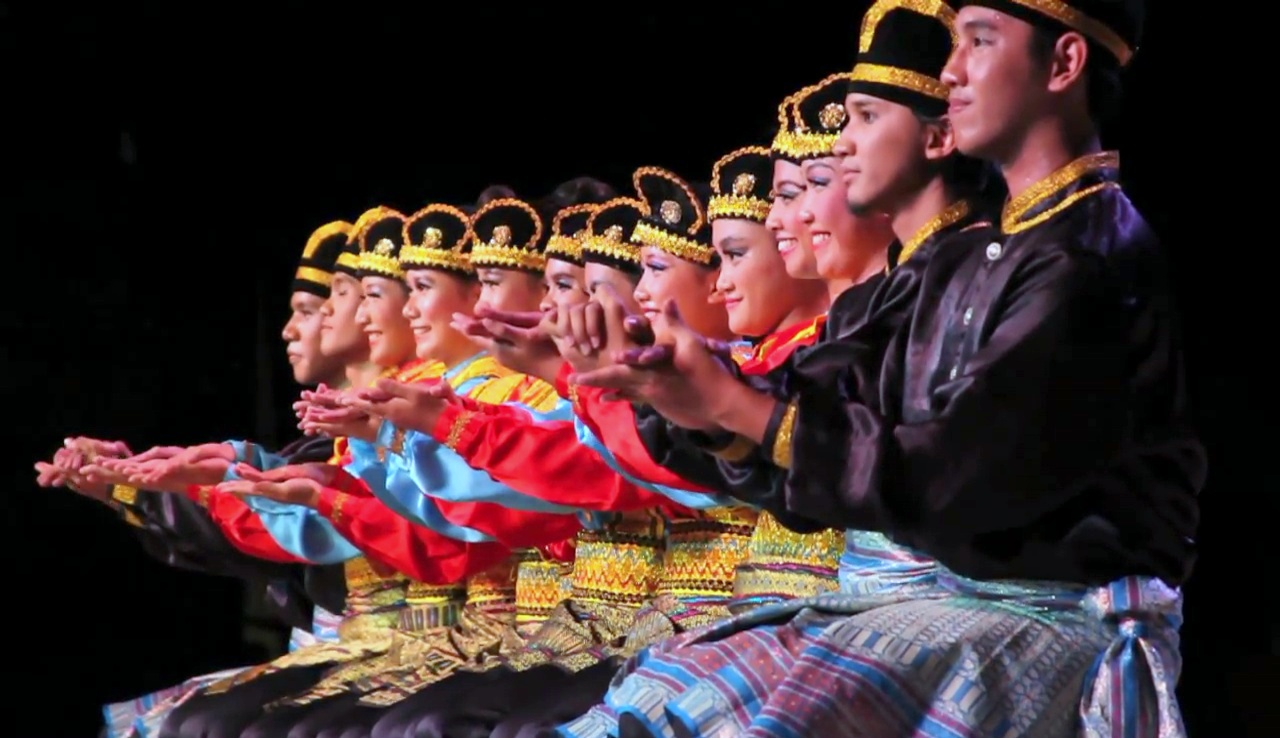
來自亞齊的 Ratoh Duek 舞蹈表演

即使新宗教伊斯蘭教逐漸滲透到該地區，本土舞蹈和達摩舞蹈依然繼續流行。藝術家和表演者仍然會使用以前時代的風格，但改變故事（轉向伊斯蘭）和服裝（因尊重伊斯蘭教義而變得更加端莊）。這種變化在來自占碑省的傳統表演舞（Tari Persembahan）是顯而易見的。舞者們仍然飾有印度教/佛教時代複雜的黃金，但服裝更為樸素。
新時代帶來新風格的舞蹈：馬來族的雜賓舞與亞齊人的薩滿舞採用阿拉伯和波斯的典型舞蹈風格和音樂，並與本土風格相結合，形成伊斯蘭時代的新一代舞蹈。另外，表演者採用波斯和阿拉伯樂器，如里巴納鼓、坦布爾琴和肯當鼓，已成為伊斯蘭舞蹈的主要樂器，並且經常引用伊斯蘭教的聖歌。

### 現代舞
印度尼西亞著名的現代舞蹈家是巴貢·庫蘇迪阿迪亞，他發明了受爪哇古典舞蹈啟發的現代舞蹈形式。

## 可以看看
- 虎面孔雀羽冠舞
- 孔雀舞
- 巴龍舞
- 卡恰舞